# تيريس جون جوليس
تيريس جون جوليس (بالإنجليزية: Tyreece John-Jules) هو لاعب كرة قدم بريطاني يلعب لنادي أرسنال.